# Iglesia de San Bartolomé (Toledo)
La iglesia de San Bartolomé es un templo católico de la ciudad española de Toledo, en Castilla-La Mancha. Se trata de un edificio de alzado bajomedieval modificado en el siglo XIX para servir como convento de monjas. Ha preservado elementos de estilo mudéjar.

## Historia
Fue incorporada en 1877 como iglesia conventual al monasterio de Jerónimas de la Reina, cuando esta comunidad ocupó el edificio inmediato, por donación de la emperatriz Eugenia de Montijo. Tras la restauración acometida en 1957 ha servido como casa sacerdotal y es, actualmente, Seminario Mayor. A pesar de las sucesivas adaptaciones, necesarias para estos usos, se mantiene la estructura del antiguo palacio renacentista, con claros indicios de una profunda renovación en el siglo XIX, organizado con dependencias en torno a un patio irregular. El palacio y la iglesia estuvieron, primitivamente, separados por un callejón hasta 1877, año en que se les unió mediante el muro que hoy puede verse a lo largo de la bajada de San Bartolomé.
En 1998 la iglesia fue declarada Bien de Interés Cultural con la categoría de Monumento.

## Descripción

### Torre
La parte más antigua de la iglesia es la torre, ahora englobada en la nave del Evangelio, pero que en su origen fue una construcción exenta. Su condición de medieval fue descubierta en 1940, durante una campaña de restauración en la que se retiró el revestimiento que la cubría. Deriva directamente del alminar musulmán, como la de Santiago del Arrabal, con la que presenta evidentes semejanzas, tanto en la estructura interior —lanta con machón macizo central y uso de bovedillas escalonadas de ladrillos en saledizo— como en el exterior —aparejo de mampostería encintada, en cajas muy estrechas—, y sobre todo por la presencia de una ventana, con doble arco de herradura y alfiz, idéntica a la de Santiago del Arrabal. Podría fecharse en la primera mitad del siglo XIII; si bien, algunos autores, le confieren mayor antigüedad.

### Alzado
En la iglesia se perciben varias reconstrucciones que han modificado la planta primitiva. La cita más antigua de la misma es de 1145; pero el ábside central, que sigue un modelo muy próximo al del Cristo de la Vega o San Vicente, no parece anterior a fines del siglo XIII. Como esos otros templos, su estructura correspondería a una iglesia de una sola nave; lo cual puede comprobarse en vista del grosor de los antiguos muros exteriores del ábside, incorporados en el actual presbiterio, y aprovechados a fines del siglo XV, para abrir pequeñas capillas. 

La ampliación, de una a tres naves, planteaba un problema de integración, en la cabecera: incorporar las naves al ábside, ya construido, problema que se resolvió por medio de dos espacios cuadrados, cuyos paramentos exteriores repiten la organización del juego de arquerías del ábside central, donde el primer piso se compone de arcos de medio punto, el segundo de arcos califales con trasdós polilobulado y el tercero y superior de arcos califales con trasdós de arco de herradura. La proximidad de la fecha de construcción, entre éste y aquellos, justificaría la extraordinaria similitud en la técnica y tipología de los arcos, que les hace aparentar que constituyen una misma obra. 

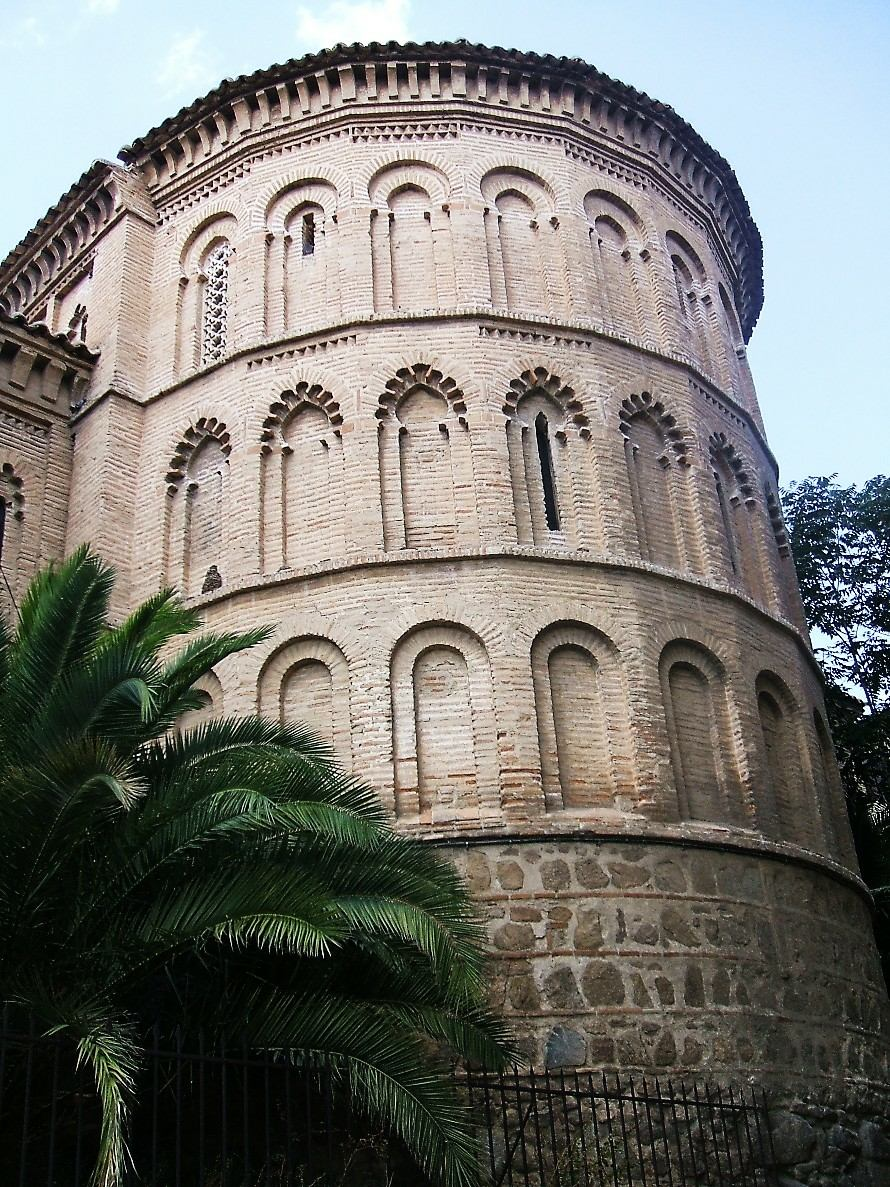
Ábside de la iglesia.

La planta de las naves es regular y de proporciones correctas. Las sucesivas reformas posteriores han modificado la estructura mudéjar, eliminando, sucesivamente, los elementos de esa época. Sin embargo, durante su reciente restauración, han aparecido dos soportes primitivos, en el extremo de los pies de la arquería del evangelio, que muestran extraordinaria semejanza con los pilares de Santa María la Blanca: Son igualmente de forma octogonal, en ladrillo y presentan el mismo tipo de imitación de capiteles, mediante un revestimiento de estuco; incluso coincide, en ambos casos, tanto la organización decorativa, a base de una serie de tallos entrelazados sobre esquema de rombos, combinados con motivos vegetales, como los bordes de canto y los remates de volutas, que encierran bolas y piñas.

### Capillas
Desde fines del siglo XV se inician las obras que van a modificar la primitiva estructura. En el tramo del presbiterio, aprovechando el grosor de los muros, se acomodan dos pequeñas capillas funerarias. 
Durante la segunda mitad del siglo XVI se lleva a cabo la remodelación interior de la cabecera de la Epístola, conservando el muro exterior mudéjar. La nueva capilla, dedicada a Santa Catalina, se atribuye a Nicolás de Vergara el Mozo, por su parecido con la sacristía del monasterio de San Pedro Mártir. Posteriormente, se fueron añadiendo otras capillas, como la que sirvió de enterramiento a don Juan Cornejo y a su mujer, doña Felipa de Ortega, situada en la cabecera, y la de Nuestra Señora de Loreto, o del "Lorito", construida según condiciones de Jorge Manuel Teotocópuli, situada a los pies de la nave del Evangelio. 
La iglesia siguió sufriendo transformaciones con el paso del tiempo, debidas, siempre, a su mal estado de conservación, siendo, quizás, la obra de mayor envergadura la realizada tras el desplome, en 1870, de la nave de la torre, que hubo de ser completamente rehecha.